# Петрівська сільська рада (Красногвардійський район)
Петрі́вська сільська́ ра́да — адміністративно-територіальна одиниця та орган місцевого самоврядування у Красногвардійському районі Автономної Республіки Крим. Адміністративний центр — село Петрівка.

## Загальні відомості
- Населення ради: 11 958 осіб (станом на 2001 рік)

## Населені пункти
Сільській раді підпорядковані населені пункти:
- с. Петрівка
- с. Ближнє
- с. Ізвесткове
- с. Красна Поляна
- с. Кремнівка
- с. Миролюбівка
- с. Новоестонія
- с. Пушкіне

## Склад ради
Рада складається з 36 депутатів та голови.
- Голова ради: Сиротенко Юрій Іванович
- Секретар ради: Розвезева Тетяна Гаврилівна

### Керівний склад попередніх скликань
| Прізвище, ім'я, по батькові | Основні відомості                                                         | Дата обрання | Дата звільнення |
| --------------------------- | ------------------------------------------------------------------------- | ------------ | --------------- |
| Ганага Володимир Михайлович | Сільський голова, 1958 року народження, безпартійний                      | 26.03.2006   | 31.10.2010      |
| Сиротенко Юрій Іванович     | Сільський голова, 1971 року народження, освіта вища, член Партії регіонів | 31.10.2010   |                 |

Примітка: таблиця складена за даними сайту Верховної Ради України

### Депутати
За результатами місцевих виборів 2010 року депутатами ради стали:

#### За суб'єктами висування
| Суб'єкт висування | Кількість обраних депутатів | %   |
| ----------------- | --------------------------- | --- |
| Самовисування     | 36                          | 100 |

#### За округами
| № округу | Прізвище, ім'я, по батькові         | Дата визнання обраним | Освіта  | Партійна приналежність                  | Відомості про обраного депутата                                                    |
| -------- | ----------------------------------- | --------------------- | ------- | --------------------------------------- | ---------------------------------------------------------------------------------- |
| 1        | Николаєнкова Ірина Іванівна         | 03.11.2010            | середня | член Партії регіонів                    | Джанкойська філія «Кримсоюздрук», заступник директора                              |
| 2        | Царук Валерій Вікторович            | 03.11.2010            | середня | позапартійний                           | швидка допомога, фельдшер                                                          |
| 3        | Рудой Олег Олександрович            | 03.11.2010            | вища    | член Партії регіонів                    | ветеринарна медицина, лікар                                                        |
| 4        | Москаленко Анатолій Михайлович      | 23.09.2012            | вища    | член Партії регіонів                    | приватний підприємець                                                              |
| 5        | Яремова Людмила Михайлівна          | 03.11.2010            | середня | член Партії регіонів                    | СТОВ «Дружба народів», інспектор відділу кадрів                                    |
| 6        | Розвезева Тетяна Гаврилівна         | 03.11.2010            | середня | член Партії регіонів                    | Петрівська сільська рада, секретар                                                 |
| 7        | Мороз Олександр Миколайович         | 25.03.2012            | вища    | член Партії регіонів                    | приватний підприємець                                                              |
| 8        | Соколова Валентина Іванівна         | 03.11.2010            | вища    | член партії «Руський блок»              | Петрівська загальноосвітня школа № 2, вчитель                                      |
| 9        | Котов Олександр Іванович            | 03.11.2010            | середня | член Комуністичної партії України       | зоопарк, директор                                                                  |
| 10       | Горбенко Валентина Вікторівна       | 03.11.2010            | вища    | позапартійна                            | ТОВ «Українська консалтингова компанія», головний бухгалтер                        |
| 11       | Шелков Генадій Леонідович           | 03.11.2010            | вища    | член Партії регіонів                    | СТОВ «Дружба народів», завгосп                                                     |
| 12       | Кошова Тетяна Петрівна              | 03.11.2010            | вища    | член Партії регіонів                    | Петрівська загальноосвітня школа № 1, директор                                     |
| 13       | Чистяков Павло Миколайович          | 03.11.2010            | вища    | член Партії регіонів                    | приватний підприємець                                                              |
| 14       | Шатова Лариса Іванівна              | 03.11.2010            | середня | член Партії регіонів                    | Петрівське РТП, товарознавець                                                      |
| 15       | Куделькіна Галина Борисівна         | 03.11.2010            | середня | член Партії регіонів                    | Петрівська сільська рада, інспектор військово-обликово столу                       |
| 16       | Сидоренко Сергій Леонідович         | 03.11.2010            | вища    | позапартійний                           | Петрівське виробниче управління житлово-комунального господарства, інженер механик |
| 17       | Катаєв Костянтин Юрійович           | 03.11.2010            | вища    | позапартійний                           | приватний підприємець                                                              |
| 18       | Медовник Олександр Іванович         | 03.11.2010            | вища    | член Партії регіонів                    | ЗАТ «Кримська Фруктова Компанія», начальна відділу постачання                      |
| 19       | Столяревський Андрій Анатолійович   | 03.11.2010            | вища    | позапартійний                           | СТОВ «Дружба народів», головний гідротехник                                        |
| 20       | Калініченко Олександр Олександрович | 03.11.2010            | вища    | позапартійний                           | СТОВ «Дружба народів», механік                                                     |
| 21       | Бурлаков Михайло Михайлович         | 03.11.2010            | вища    | член Партії регіонів                    | приватний підприємець                                                              |
| 22       | Карандаєва Валентина Федорівна      | 03.11.2010            | середня | позапартійна                            | ПП «Україна»                                                                       |
| 23       | Салієв Енвер Ібрагимович            | 03.11.2010            | середня | позапартійний                           | котельня                                                                           |
| 24       | Кирилова Алла Євгенівна             | 03.11.2010            | середня | член Партії регіонів                    | Красногвардійске ПТУ АПК, майстер                                                  |
| 25       | Матвєєва Наталя Володимирівна       | 03.11.2010            | вища    | член Партії регіонів                    | сільський клуб, завідувач                                                          |
| 26       | Котлов Євген Валентинович           | 03.11.2010            | середня | член Партії регіонів                    | Петрівське виробниче управління житлово-комунального господарства, механізатор     |
| 27       | Борович Олена Миколаївна            | 03.11.2010            | середня | член Партії регіонів                    | Красногвардійська ЦРБ                                                              |
| 28       | Нікітіна Марія Михайлівна           | 03.11.2010            | середня | член Партії регіонів                    | пенсіонер                                                                          |
| 29       | Міхейченков Василь Федорович        | 03.11.2010            | середня | позапартійний                           | школа, робітник                                                                    |
| 30       | Фельдман Валентина Іванівна         | 03.11.2010            | вища    | член Політичної партії «Руська Єдність» | пенсіонер                                                                          |
| 31       | Ісаченкова Тетяна Федорівна         | 03.11.2010            | середня | член Партії регіонів                    | АЗС, оператор                                                                      |
| 32       | Ковальковська Римма Олександрівна   | 03.11.2010            | середня | член Партії регіонів                    |                                                                                    |
| 33       | Стольмакова Олена Олексіївна        | 03.11.2010            | вища    | позапартійна                            | СТОВ «Дружба народів», завідувач складом                                           |
| 34       | Гребенюк Надія Миколаївна           | 03.11.2010            | середня | позапартійна                            | магазин № 56, завідувач                                                            |
| 35       | Сайфутдінова Мерзіє                 | 03.11.2010            | вища    | позапартійна                            | бібліотека, бібліотекар                                                            |
| 36       | Мегела Марія Василівна              | 03.11.2010            | середня | позапартійна                            | фельдшерсько-акушерський пункт, молодша медсестра                                  |